# Stéphane Sparagna
Stéphane Sparagna (Marsella, Francia, 17 de febrero de 1995) es un futbolista francés. Juega como defensa en el Olympique de Marsella "II" del Championnat National 2. Inició su carrera deportiva en el Olympique de Marsella, donde debutó profesionalmente en 2014.
Con la selección francesa sub-20 fue capitán en el Torneo de Toulon de 2015, anotando dos goles en la final del certamen. Desde entonces ha pasado a representar la categoría sub-21.

## Trayectoria

### Olympique de Marsella

#### Inicios
Al ingresar a las divisiones juveniles del Marsella a los siete años, Sparagna pasó sus primeros años jugando en la academia del club, Le Commanderie. Su progreso en el primer equipo se detuvo en septiembre de 2013, cuando tuvo que someterse a una cirugía tras una lesión de mensico en la rodilla derecha, siendo descartado durante varios meses. Tras la recuperación, fue convocado, junto a Jérémie Porsan-Clemente, por el entrenador argentino Marcelo Bielsa para disputar un amistoso frente al S. L. Benfica en julio de 2014.

#### Temporada 2014-15
Debutó profesionalmente el 9 de agosto de 2014 en la primera fecha de la Ligue 1 2014-15 ante el S. C. Bastia en un empate 3:3. Inició el encuentro como titular, pero fue sustituido durante el entretiempo por el brasileño Lucas Mendes. Continuó jugando tres partidos más, acumulando un total de setenta y tres minutos a lo largo de toda la campaña, en el que Marsella terminó en el cuarto lugar. Al final de la temporada, Sparagna firmó su primer contrato profesional con el Olympique Marsella, poniendo fin a meses de especulación vinculándolo al Arsenal de Inglaterra.

#### Temporada 2015-16
Sparagna se destacó durante la pretemporada, comenzando con la victoria 2:0 contra la Juventus de Turín, por el Trofeo Robert Louis-Dreyfus. Su primer partido de la temporada sería en la apertura del campeonato 2015-16, con derrota por 1:0 frente al Caen donde recibiría además una tarjeta amarilla. El 17 de septiembre hizo su debut en la Liga Europa 2015-16 en la victoria por 3:0 frente al F. C. Groningen. Exactamente tres meses más tarde, debutó en la copa de la liga contra el F. C. Bourg-Péronnas con triunfo por 3:2. Durante el encuentro, Stéphane fue amonestado y cometió dos penaltis, que luego fueron convertidos por Lakdar Boussaha. Sparagna comenzó el año nuevo haciendo su primera aparición en la Copa de Francia, sustituyendo a Paolo De Ceglie, que salió lesionado. El partido terminó con victoria en la tanda de penaltis sobre el Caen por 3:1.
Fue bajado por el entrenador Míchel, quién había reemplazado a Bielsa a princípios de temporada, teniendo solamente una aparición durante el resto de la campaña. Gran parte de su ausencia en la segunda mitad de la temporada, fue debido a que sufre de otitis media. El entrenador confirmó que Stéphane había estado sufriendo con el problema desde el comienzo de temporada, y había sido sometido a un tratamiento sin éxito a finales de 2015. En abril comenzó un nuevo tratamiento pero no pudo volver a jugar por temor a que caiga corto de dopaje, como resultado de la medicación. Míchel más tarde reveló que su actitud negativa al hacer jugar a Sparagna, a pesar de los riesgos, contribuyó a que fuera despedido por Vincent Labrune y Margarita Louis-Dreyfus, que en ese momento eran el presidente y propietario del club respectivamente. Stéphane hizo en su última campaña quince apariciones en todas las competiciones con su equipo, terminando subcampeones de la Copa de Francia y quedando en la decimotercera posición en liga.

#### Temporada 2016-17: Cesión al A.J. Auxerre
Tras carecer de juego en la temporada anterior, Sparagna admitió que estaba pensando ir a otro club con el fin de continuar su desarrollo como futbolista. El 24 de julio de 2016, el A.J. Auxerre de la Ligue 2 anunció que habían completado el fichaje de Stéphane, cedido por el Marsella sin incluir ninguna opción de compra en el acuerdo. Hizo su debut en el partido inaugural de la Ligue 2 2016-17 en un empate 0:0 contra Red Star. El 19 de agosto, Sparagna sería expulsado en el minuto noventa y dos por doble amarilla en la derrota 1:0 frente al Clermont. Fue la primera vez que había sido expulsado. El comité disciplinario de la Ligue 2, más tarde confirmó que Sparagna sería suspendido por tres fechas. El 21 de octubre, Sparagna anotó el primer gol en contra de su carrera, dándole la derrota a su equipo y la victoria a Racing de Estrasburgo por 2:1 en el minuto 83.

## Selección nacional

### Categorías juveniles
El 7 de junio de 2015, Sparagna capitaneó a la escuadra francesa sub-20 en el Torneo Esperanzas de Toulon de 2015, donde anotaría dos goles en la final frente a Marruecos. Tras el triunfo, condujo a Francia a su primer título en el torneo desde 2008. Antes de marcar en la final, Sparagna también había anotado de tiro libre ante Estados Unidos en la apertura del certamen con victoria por 3:1. Después del éxito en la categoría sub-20, consiguió su debut en la selección sub-21 el 15 de noviembre de 2015, pero fue expulsado en un empate contra Macedonia por 2:2.

## Estilo de juego
Sparagna ha sido descrito como un defensor central atlético y combativo, siendo comparado con Sergio Ramos y Thiago Silva. Un exdirector técnico de las divisiones juveniles del Marsella lo describió como un verdadero competidor, de agresión controlada y precisión.

## Estadísticas

### Clubes
- Actualizado hasta el 20 de marzo de 2017.[35]

| Club                  | Temporada           | Liga                | Liga     | Liga  | Copa1    | Copa1 | Copa de la Liga2 | Copa de la Liga2 | Internacionales3 | Internacionales3 | Otros    | Otros | Total    | Total |
| Club                  | Temporada           | Liga                | Partidos | Goles | Partidos | Goles | Partidos         | Goles            | Partidos         | Goles            | Partidos | Goles | Partidos | Goles |
| --------------------- | ------------------- | ------------------- | -------- | ----- | -------- | ----- | ---------------- | ---------------- | ---------------- | ---------------- | -------- | ----- | -------- | ----- |
| Olympique de Marsella | 2014–15             | Ligue 1             | 4        | 0     | 0        | 0     | 0                | 0                | 0                | 0                | —        | —     | 4        | 0     |
| Olympique de Marsella | 2015–16             | Ligue 1             | 8        | 0     | 1        | 0     | 2                | 0                | 4                | 0                | —        | —     | 15       | 0     |
| Olympique de Marsella | Total               | Total               | 12       | 0     | 1        | 0     | 2                | 0                | 4                | 0                | 0        | 0     | 19       | 0     |
| A.J. Auxerre (cesión) | 2016–17             | Ligue 2             | 26       | 0     | 2        | 0     | 2                | 0                | —                | —                | —        | —     | 30       | 0     |
| Total en su carrera   | Total en su carrera | Total en su carrera | 38       | 0     | 3        | 0     | 4                | 0                | 4                | 0                | 0        | 0     | 49       | 0     |

1 Incluye datos de la Copa de Francia. 

2 Incluye datos de la Copa de la liga francesa. 

3 Incluye datos de la Liga Europea de la UEFA.

## Vida privada
El 10 de mayo de 2016, Sparagna participó en la segunda edición del Torneo de Póker de Marsella, un torneo organizado por el club. Terminó el certamen en la decimonovena posición, la más alta que un jugador de Marsella alcanzó.